# بردنوها
قرية برد نوها هي إحدى القرى التابعة لمركز مطاي بمحافظة المنيا في جمهورية مصر العربية. حسب إحصاءات سنة 2006، بلغ إجمالي السكان في برد نوها 17681 نسمة، منهم 8746 رجلا و8935 امرأة.